# Macdonald Carey
Pour les articles homonymes, voir Carey.
Macdonald Carey (de son vrai nom Edward Macdonald Carey) est un acteur américain, né le 15 mars 1913 à Sioux City (Iowa) et mort d'un cancer du poumon le 21 mars 1994 à Beverly Hills (Californie).

## Biographie
Il commence sa carrière à la radio. Après un bref passage à Broadway, il débute à Hollywood dans le film d'Anthony Mann, Dr Broadway. Après 1958, il s'oriente vers la télévision.
Par ailleurs, il écrit plusieurs carnets de poésie et publie, en 1991, son autobiographie où il n'évite pas de signaler son addiction à l'alcool.
Sa fille Lynn Carey (en) est membre du groupe Mama Lion.

## Filmographie

### Cinéma
- 1942 : Le Mystérieux Docteur Broadway (Dr Broadway) d'Anthony Mann : Dr Timothy Kane/ Dr Broadway
- 1942 : Mon secrétaire travaille la nuit (Take a Letter, Darling), de Mitchell Leisen : Jonathan Caldwell
- 1942 : La Sentinelle du Pacifique (Wake Island), de John Farrow : Lt. Bruce Cameron
- 1942 : Au pays du rythme (Star Spangled Rhythm), de George Marshall : Louie
- 1943 : Salute For Three, de Ralph Murphy : Sgt. Buzz McAllister
- 1943 : L'Ombre d'un doute (Shadow of a Doubt), d'Alfred Hitchcock : Jack Graham
- 1947 : Ma femme, la capitaine (Suddenly, It's Spring) : Jack Lindsay
- 1947 : Hollywood en folie (Variety Girl), de George Marshall : MacDonald Carey
- 1948 : Hazard, de George Marshall : J.D. Storm
- 1948 : Une femme au carrefour (Dream Girl), de Mitchell Leisen : Clark Redfield
- 1949 : Song of Surrender, de Mitchell Leisen : Bruce Eldridge
- 1949 : Le Prix du silence (The Great Gatsby), d'Elliott Nugent : Nicholas Carraway
- 1949 : La Vengeance des Borgia (Bride of Vengeance), de Mitchell Leisen : Cesare Borgia
- 1949 : La Chevauchée de l'honneur (Streets of Laredo), de Leslie Fenton : Lorn Reming
- 1950 : Le Bistrot du péché (South Sea Sinner), de H. Bruce Humberstone : 'Jake' Davis
- 1950 : Terre damnée (Copper Canyon), de John Farrow : Député Lane Travis
- 1950 : Haines (The Lawless), de Joseph Losey : Larry Wilder
- 1950 : Sur le territoire des Comanches (Comanche Territory), de George Sherman : James Bowie
- 1950 : Le Sous-marin mystérieux (Mystery Submarine), de Douglas Sirk : Dr Brett Young
- 1951 : Un fou au volant (Excuse Me Dust), de Roy Rowland : Cyrus Random Jr.
- 1951 : Folies de Broadway (Meet Me After the Show) de Richard Sale : Jeff Ames
- 1951 : Chéri, divorçons (Let's Make It Legal), de Richard Sale : Hugh Alsworth
- 1951 : La Caverne des hors-la-loi (Cave of Outlaws), de William Castle : Pete Carver
- 1951 : Les Rebelles du Missouri (The Great Missouri Raid) de Gordon Douglas : Jesse James
- 1952 : Seules les femmes savent mentir (My Wife's Best Friend) de Richard Sale : George Mason
- 1953 : La Dernière Minute (Count the Hours) de Don Siegel : Doug Madison
- 1953 : Hannah Lee: An American Primitive de Lee Garmes et John Ireland : Bus Crow
- 1954 : La rousse mène l'enquête (Malaga) de Richard Sale : Val Logan
- 1956 : L'inconnu du ranch (Stranger at My Door) de William Witney : Hollis Jarret
- 1956 : Odongo (en) de John Gilling : Steve Stratton
- 1958 : Calibre 44 (Man or Gun) d'Albert C. Gannaway : 'Maybe' Smith/Scott Yancey
- 1959 : El redentor de Joseph Breen et Fernando Palacios : Jesus Christ (Voix)
- 1959 : John Paul Jones, maître des mers de John Farrow : Patrick Henry
- 1959 : Blue-jeans (en) (Blue Denim) de Philip Dunne : Maj. Malcolm Bartley
- 1962 : Stranglehold de Lawrence Huntington : Bill Morrison
- 1963 : Les Damnés (The Damned), de Joseph Losey : Simon Wells
- 1963 : Les Lycéennes (film, 1963) (Tammy and the Doctor), d'Harry Keller : Dr Wayne Bentley
- 1977 : Foes de John Coats : McCarey
- 1977 : Destruction planète Terre (End of the World) de John Hayes : John Davis
- 1980 : American Gigolo de Paul Schrader : Un acteur d'Hollywood
- 1984 : Access Code de Mark Sobel : Sénateur Williams
- 1987 : La Vengeance des monstres (It's Alive III: Island of the Alive) de Larry Cohen : Juge Watson

### Télévision
- 1950 et 1958 : Studio One (série télévisée) : Lenny Byrnes
- 1955 : Stage 7 (série télévisée) : Philippo / Jim Blandings
- 1955 : Hour of Stars (série télévisée) : Fred Gailey
- 1955-1956 : Climax! (série télévisée) : John Benson / Tom Ditmar / Allen Moore / Harry Belgard
- 1956 : Le Choix de... (Screen Directors Playhouse) (série télévisée) : Gil Foster / William Tyler
- 1956-1957 : Dr. Christian (série télévisée) : Dr Mark Christian
- 1956 et 1961 : The United States Steel Hour (en) (série télévisée) : Jim / Bill Dulaney
- 1957 : On Trial (série télévisée) : Mike
- 1957-1958 : Suspicion (série télévisée) : Jeremiah Taylor / Ben Forbes
- 1958 : Zane Grey Theater (série télévisée) : Shérif Tom Baker
- 1958 : Playhouse 90 (série télévisée) : Alexander Lamar
- 1958 : La Grande Caravane (Wagon Train) (série télévisée) : Bill Tawnee
- 1958 : Pursuit (en) (série télévisée) : Harry Taback
- 1958 : Target (série télévisée) : Herb Maris / Herbert L. Maris
- 1959 : Rawhide (série télévisée) : Frère Bent
- 1959 : The DuPont Show of the Month (série télévisée) : Kenny
- 1959 : Alfred Hitchcock présente (série télévisée) : Professeur
- 1959-1961 : Lock Up (en) (série télévisée) : Herbert L. Maris
- 1960 : Moment of Fear (série télévisée) : Jim Mellanby
- 1961 : Thriller (série télévisée) : Hector Vane
- 1962 : Insight (série télévisée) : James Madison
- 1962 : Target: The Corruptors (série télévisée) : Juge Andrew Leroy
- 1962 : Échec et mat (Checkmate) (série télévisée) : Frederic Haley
- 1962 : Suspicion (série télévisée) : John Mitchell
- 1963 : The Dick Powell Show (en) (série télévisée) : Lieutenant Duff Peterson
- 1963 : Mr. Novak (série télévisée) : Mr. Edwards
- 1963-1965 : L'Homme à la Rolls (Burke's Law) (série télévisée) : Ben Gardner / Burt Mason / Franklyn Warren / Waldo Nicely
- 1964 : Arrest and Trial (en) (série télévisée) : Professeur Marcus Kane
- 1964 : Au-delà du réel (The Outer Limits) (série télévisée) : Roy Benjamin
- 1965 : Daniel Boone (série télévisée) : Henry Pitcairn
- 1965 : Le Proscrit (Branded) (série télévisée) : Sen. Lansing
- 1965 : Match contre la vie (Run for Your Life) (série télévisée) : Joseph Appleton / Michael Allen
- 1965 : Ben Casey (série télévisée) : George McFadden
- 1965-1993 : Des jours et des vies (Days of Our Lives) (série télévisée) : Dr Tom Horton
- 1966 : Lassie (série télévisée) : L'avocat le plus âgé
- 1967 : Ma sorcière bien-aimée (Bewitched) (série télévisée) : Joe Baxter
- 1972 : Gidget Gets Married (en) (TV) d'E. W. Swackhamer : Russ Lawrence
- 1973 : Le magicien (The Magician) (série télévisée) : Rich
- 1973 : La rage de survivre (Ordeal) (Téléfilm) : Eliot Frost
- 1974 : Owen Marshall, Counsuelor at Law (série télévisée) : Earl Ryder
- 1974, 1976-1977 : Police Story (série télévisée) : Mr. Austin / Chef Blandings / Capt. Richard MacDonald
- 1975 : Le dahlia noir (Who Is the Black Dahlia?) (Téléfilm) : Capt. Jack Donahoe
- 1976 : McMillan (McMillan & Wife) (série télévisée) : Dr Gunther
- 1977 : Racines (Roots) (série télévisée) : Ecuyer James
- 1978 : The Hardy Boys/Nancy Drew Mysteries (série télévisée) : Sénateur John Martin
- 1978 : L'Été de la peur (Summer of Fear) (Téléfilm) : Professeur Jarvis
- 1978 : Switch (série télévisée) : Ray
- 1979 : Buck Rogers (série télévisée) : Dr Mallory
- 1979 : The Rebels (Téléfilm) : Dr Church
- 1979 et 1981 : L'Île fantastique (Fantasy Island) (série télévisée) : Hobart / Alfred Gerrard
- 1980 : Condominium (en) (mini-série) : Dr Arthur Castor
- 1980 : The Girl, the Gold Watch & Everything (Téléfilm) : Mr. Walton Grumby
- 1980 : Top of the Hill (Téléfilm) : Mitchell
- 1985 : Finder of Lost Loves (en) (série télévisée) : Norman Prentice
- 1986-1987 : Arabesque (Murder She Wrote) (série télévisée) : Oscar Ramsey / Dr Lynch
- 1992 : Les ailes d'un ange (A Message from Holly) (Téléfilm) : Juge Caulfield